# 蘇丹的遊戲
《蘇丹的遊戲》是由雙頭龍工作室開發、2P Games發行的一款融合劇情、卡牌與策略模擬要素的角色扮演遊戲，2025年3月31日在Microsoft Windows平台正式發行，支援繁體中文、簡體中文、日文及英文介面。2025年6月木棉花國際宣布取得週邊商品亞洲區代理權。
2025年4月24日，《苏丹的游戏》登顶2025年中国手游销量春季榜榜首，销量为45万，销售额为人民幣3400万元。

## 概要
蘇丹被神秘女術士蠱惑，因為頂撞了蘇丹所以命令身為臣子的主角和他玩一個殘酷的遊戲。每周必須從四種特殊的蘇丹卡中抽一張，然後在七天內完成上面的挑戰，否則就被斬首。
縱欲卡要求追尋新的床笫之歡，奢靡卡代表花費大筆財富。征服卡逼迫玩家深入險境，參與冒險和挑戰；而殺戮卡則需要獻祭一條人命。在游戏中，玩家需要操控主角完成這些苛刻而瘋狂的任務，並且承受它們所帶來的後果。

## 玩法
遊戲在一座架空的城市地圖中進行，玩家將在地圖的各個地點分配資源進行回合制的遊戲。地圖中包含宮廷、貴族區、妓院、書店、公共浴場、貧民窟黑街、荒野、古代遺跡等諸多場景。透過累積財富、情報和裝備，強化自身或招募 NPC 成為盟友，發展自己的勢力。根據不同的選擇，玩家將走向不同的遊戲結局。

### 蘇丹卡
由四種類型（縱慾、奢靡、征服、殺戮）與四種品級（岩石、青銅、白銀、黃金）組成，共計 16 種組合，例如：黃金－殺戮卡、岩石－奢靡卡。
蘇丹卡的使用受到品級限制，僅能對應相同或更高品級的目標。例如，白銀級的縱慾卡可以用於黃金或白銀級的角色（如王妃），但無法對低於該品級的角色（如青銅級的僕人）生效。
玩家需在七日內完成卡片上的挑戰，過程中可做出影響劇情發展與結局的選擇。一旦完成挑戰就會折斷蘇丹卡，然後立即抽出下一張蘇丹卡。

### 命運商店
在每局遊戲中，玩家成功消除挑戰卡或完成特定任務後，將獲得「命運點」。這些命運點可以在遊戲開局時加入各種強化選項，例如獲得新盟友、提升主角及其妻子和家僕的屬性，或是增加初始金錢與裝備等。